# 美加理
美加理（みかり、1962年3月27日 - ）は、日本の舞台女優。

## 経歴
東京都東村山市生まれ。妹がいる。中学生時代から演劇部で活動。1979年、共立女子高校在学中の17歳の時、「福井美加里」名義で寺山修司台本・演出によるパルコ・プロデュース「青ひげ公の城」でデビュー。その後は演劇舎蟷螂、流山児祥らの舞台に出演し、1990年、宮城聰の「ク・ナウカ」創設に参加、主演女優として人形振りを演じ、「歌わないカナリア」と呼ばれた。客演として流山児演出「ハムレット」、松尾スズキ作・演出「ふくすけ」。2007年、ク・ナウカの活動休止に伴い、単独活動に入る。「遺産相続」ほか映画出演もある。
圧倒的な身体表現力から、舞台・ミュージカル・テレビドラマなどで活躍中の俳優、成河が「あこがれていた」と言っている。

## 出演
太字はメインキャラクター。

### 映画
- いつか見た楽園（1981年）
- 夏の別れ（1982年）
- 水のないプール（1982年）
- 胸さわぎの放課後（1982年）
- フェアリーテール（1983年）
- REM（1984年）
- さらば箱舟（1984年）
- 血風ロック（1985年）
- 燃えろ青春の一年（1986年）
- お栄ちゃんの浮世絵日記 応為担担録（1986年）
- フライング 飛翔（1988年）
- 花のあすか組!（1988年）
- 童貞物語3（1989年）
- 妖怪天国　ゴースト・ヒーロー（1990年）
- 遺産相続（1990年）
- 猫耳（1994年）
- Un Ange Passe（1998年）
- 黒澤潤短編集（1998年）
- 五条霊戦記 GOJOE（2000年） 巫女
- 幕が上がる（2015年）

### テレビドラマ
- 赤い秘密（1985年） - 田村さなえ
- 金曜ドラマスペシャル『 新宿みだれ髪』（1986年）
- 胸キュン刑事（1987年） - 交通課・中山巡査
- 半熟ウィドゥ！未亡人は18才（1987年）

### ゲーム
- FRAGILE 〜さよなら月の廃墟〜（2009年、レン〈モーションアクター〉、チヨ〈モーションアクター〉）

## 関連人物
- 寺山修司 - 天井桟敷の劇作家・演出家
- 宮城聰 - ク・ナウカの代表・演出家
- 昭和精吾
- 黒澤潤 - 映画監督・撮影監督